# The Game Tour
El The Game Tour fue una gira de conciertos por la banda de rock británica Queen. Este fue quizás el tour más largo de la banda, contando las giras por Latinoamérica y Japón. Este tour llevó a la banda a países como Argentina, Venezuela, Brasil y México, que usualmente estaban fuera de sus giras. El tour promocionaba el álbum del mismo nombre, The Game, que fue un éxito en todo el mundo, colocando dos sencillos en el #1 en Estados Unidos: "Crazy Little Thing Called Love" y "Another One Bites the Dust". 

## Conciertos en Argentina
El 28 de febrero de 1981 Queen pisaba por primera vez un escenario en América Latina, iniciando así su gira argentina en la ciudad de Buenos Aires. La misma constaría de 3 presentaciones en la capital del país, y otras 2 en las ciudades de Rosario y Mar del Plata. Este contacto con el público sudamericano, y argentino en especial, sorprendió gratamente a la banda porque jamás habían imaginado el enorme impacto social que tenían allí. Para la Argentina fue un fenómeno cultural y artístico sin precedentes, porque significó el comienzo de una historia interminable como destino para el Rock internacional y en especial el británico. Según comentarios de Freddie, años más tarde, fue uno de los momentos más efusivos que vivió en un escenario. El público llegó a conmoverlo en su esfuerzo por cantar en inglés, al ritmo de cada canción. 

## En México
Queen presentó dos de los tres conciertos llevados a cabo en México, en el estado de Puebla; los conciertos se realizaron en el Estadio Olímpico Ignacio Zaragoza, el 17 y el 18 de octubre de 1981. El primero de ellos se llevó a cabo en el Estadio Universitario de Monterrey el 9 de octubre del mismo año.

### Antecedentes de los años sesenta y setenta
Con antecedentes polémicos recientes de la época, de finales de la década de los sesenta y principios de la década de los años setenta, el gobierno de México se mantuvo renuente a permitir a la gente reunirse en grandes agrupaciones, después de eventos históricos como el mitin de Tlatelolco y el Festival de Rock y Ruedas de Avándaro bajo la presidencia de Gustavo Díaz Ordaz y de Luis Echeverría, respectivamente. Los permisos de conciertos a gran escala no se concedían fácilmente o eran denegados, no únicamente por el temor de un gobierno de facto a las reuniones numerosas sino también porque la misma época en la que conciertos de magnitudes que incluían los millares de personas se habían iniciado prácticamente dos décadas pasadas con la llegada exitosa del cuarteto británico Los Beatles a Estados Unidos de Norteamérica.
El concierto de Queen en México es de importancia porque continuó la apertura a más conciertos de tal índole en el país.

### Boletos y videos musicales
Con la tecnología prestándose para mayor promoción de los espectáculos, la venta de boletos electrónicos recién hacía su estreno en México, y las casillas de boletaje "Boletrónico" fueron uno de los medios con que se consiguieron boletos para el espectáculo.
De igual forma, respecto a la tecnología audiovisual, el advenimiento de los videos musicales, incluyendo "Bohemian Rhapsody", y "Crazy Little Thing Called Love", contribuyó a la expectativa, fascinación y promoción del futuro concierto.

### La espera
Mucha gente acampó en los alrededores del Estadio Olímpico Ignacio Zaragoza de la ciudad de Puebla los días previos al concierto. 
El sábado 17 de octubre de 1981, la gente esperaba entrar temprano al estadio para ocupar un buen lugar, pues la entrada fue de un solo costo general. Sin embargo, en una mala decisión -tanto de los organizadores como de las autoridades municipales- las puertas del estadio tardaron en abrirse, cuando la aglomeración, desesperación y el fastidio de los asistentes, luego de muchas horas de espera, ya se habían hecho presentes. Comenzaron los reclamos y se desató un cierto desorden. 
La policía municipal de Puebla reprimió estas protestas y actuó en momentos muy violentamente en contra de la gente en las afueras del estadio. 
El descontrol continuó hasta que finalmente las puertas fueron abiertas y cuando la multitud entró, no sólo cubrió las gradas, sino que se dirigió principalmente al campo de pasto, para posteriormente sentarse a esperar al atardecer.
A pesar de que el estadio ya estaba casi lleno, afuera una gran cantidad de gente -muchos de ellos sin boleto-, continuaba tratando de entrar. Todavía en un par de ocasiones se dio el llamado "portazo", Todo esto provocado por la desorganización y falta de experiencia (de los promotores como del mismo público) en conciertos con artistas o grupos extranjeros. Eran espectáculos poco frecuentes en esa época en México.
No obstante estos problemas, los conciertos fueron todo un éxito.

### El espectáculo
El espectáculo del día sábado 17 de octubre de 1981 comenzó recién al anochecer. Freddie Mercury vistió una camiseta blanca sin mangas, con un diseño monocromático en rojo de un dibujo de un rayo y pantalones rojos. Incluso en parte del recital usó un sombrero de charro, para sentirse identificado con México.
El grupo interpretó temas de su más reciente álbum, The Game, además de sus grandes éxitos como "Bohemian Rhapsody", "Somebody To Love","We Will Rock You", etcétera.
La mayoría de la gente presenció el concierto de pie, en una aglomeración de movimiento constante, otra disfrutó del concierto desde las gradas, todos coreando emocionados los temas del grupo. 
Para muchos de los presentes se trataba de un sueño hecho realidad e incluso habían viajado largas distancias a fin de asistir a tan históricos conciertos.
Según lo que presenciaron el concierto fue bastante desastroso. Hubo sobreventa de boletos, los falsificaron e incluso muchos entraron sin boletos, por lo que muchos prefirieron escuchar el recital desde afuera. La gente se descontrolaba y comenzaba a golpearse e insultar. Entraron con bebidas alcohólicas, comida, objetos contundentes y marihuana. Comenzaron a beber y fumar en el estadio. Cerca de la mitad del concierto, comenzaron a arrojar zapatos, latas, botellas, pasto y piedras a la banda; por ese motivo Queen suspendió unos minutos el show. También cometieron destrozos dentro del estadio, como romper las vallas que separaban al público de la banda.
A la salida del show comenzaron los disturbios públicos, asaltaron tiendas, saquearon, quemaron y robaron por la ciudad.
Al final del concierto, Freddie Mercury, el cual estaba disgustado, dijo al público: "“¡Muchas gracias, Puebla!, ¡México thank you for the shoes, adiós amigos, mother fuckers, good bye, you bunch of tacos!”.
Al día siguiente, para la segunda fecha, todo marchó con menos imprevistos y la policía estaba más preparada para cualquier inconveniente. En cuanto a Queen, pareció mucho más satisfecho y amistoso que la noche anterior, pues se despidió con un “Thank you for being a totally different audiencie tonight, ¡muchas gracias!”
En la revista "Gluttons for Punishment" comentaron que "por consenso general el grupo de ayudantes de Queen designaron a México como la parte más horrenda de la gira debido a las trabas burocráticas, corrupción, instalaciones obsoletas, comida rara y agua de dudosa pureza".

## Conciertos de Montreal de 1981
En 1980, el director Saul Swimmer se acercó a Queen con la idea de producir una película de conciertos. 
Inicialmente se propuso filmar en el Madison Square Garden, pero la banda trasladó el rodaje al Montreal Forum en Canadá debido a que el público era más ruidoso que los monitores allí. 
Cuando se estaba filmando, Saul Swimmer quería que la banda hiciera una coreografía de su acto y usara los mismos trajes en ambas noches, para poder cambiar entre las imágenes a voluntad. Por despecho, Jailhouse Rock se interpretó en la primera noche, con Mercury todavía en pantalones, que usó durante el primer bis. 
Durante la segunda noche, no solo no se interpretó la versión de Elvis, sino que Freddie también se cambió a pantalones cortos para el primer bis, para estropear deliberadamente la continuidad de las imágenes. 
De alguna manera, Swimmer adquirió los derechos del material. Se realizaron muchas sobregrabaciones al material, como la mayor parte de Another One Bites the Dust, Sheer Heart Attack, Jailhouse Rock, la sección de rock de Bohemian Rhapsody y el primer verso de Let Me Entertain You. El material fue mezclado en seco y lanzado en 1982 como "We Will Rock You" por Mobilevision. A pesar de ser interpretada durante el primer bis de la primera noche, "Jailhouse Rock" se colocó después de "Crazy Little Thing Called Love" en los lanzamientos oficiales.
La película se estrenó muchas veces, incluso en 1984, 1997, y 2001, antes de que “Queen Productions Ltd” comprara los derechos de la película a principios de 2007. Como todo el metraje que no se había incluido en el corte final había sido descartado, la banda no pudo volver a editar la película y solo pudo remasterizar el video y remezclar el audio. No obstante, la secuencia de introducción de Now I'm Here fue recreada. 
Además, Love of My Life tenía una sobregrabación de la audiencia y se realizaron varias correcciones mediante corrección de tono. 
Debido a esto, se eliminó una buena parte de las sobregrabaciones.  
El metraje se volvió a publicar correctamente en 2007 como "Queen Rock Montreal", y ha recibido muchos elogios de la crítica desde entonces.

## Lista de canciones

### Primera Manga
1. Intro
2. Jailhouse Rock
3. We Will Rock You (fast)
4. Let Me Entertain You
5. Play The Game
6. Mustapha
7. Death On Two Legs
8. Killer Queen
9. I'm in Love with My Car
10. Get Down, Make Love
11. You're My Best Friend
12. Save Me
13. Now I'm Here
14. Dragon Attack
15. Now I'm Here (reprise)
16. Fat Bottomed Girls
17. Love Of My Life
18. Keep Yourself Alive
19. Instrumental Inferno
20. Brighton Rock (reprise)
21. Crazy Little Thing Called Love
22. Bohemian Rhapsody
23. Tie Your Mother Down
24. Sheer Heart Attack
25. We Will Rock You
26. We Are The Champions
27. God Save The Queen

#### Canciones interpretadas rara vez
- Need Your Loving Tonight
- Somebody To Love
- Rock It (Prime Jive)

### Segunda manga
1. Intro
2. Jailhouse Rock
3. We Will Rock You (fast)
4. Let Me Entertain You
5. Play The Game
6. Mustapha
7. Death On Two Legs
8. Killer Queen
9. I'm In Love With My Car
10. Get Down Make Love
11. Save Me
12. Now I'm Here
13. Dragon Attack
14. Now I'm Here (reprise)
15. Fat Bottomed Girls
16. Love Of My Life
17. Keep Yourself Alive
18. Instrumental Inferno
19. Flash
20. The Hero
21. Brighton Rock (reprise)
22. Crazy Little Thing Called Love
23. Bohemian Rhapsody
24. Tie Your Mother Down
25. Another One Bites The Dust
26. Sheer Heart Attack
27. We Will Rock You
28. We Are The Champions
29. God Save The Queen

#### Canciones interpretadas rara vez
- Battle Theme
- Need Your Loving Tonight
- Imagine
- We Wish You a Merry Christmas (solo intro. - on 06/12/1980)

### Japón 1981
1. Intro
2. Jailhouse Rock
3. We Will Rock You (fast)
4. Let Me Entertain You
5. Play The Game
6. Mustapha
7. Death On Two Legs
8. Killer Queen
9. I'm In Love With My Car
10. Get Down Make Love
11. Save Me
12. Now I'm Here
13. Dragon Attack
14. Now I'm Here (reprise)
15. Fat Bottomed Girls
16. Love Of My Life
17. Keep Yourself Alive
18. Instrumental Inferno
19. Battle Theme
20. Flash's Theme
21. The Hero
22. Crazy Little Thing Called Love
23. Bohemian Rhapsody
24. Tie Your Mother Down
25. Another One Bites The Dust
26. Sheer Heart Attack
27. We Will Rock You
28. We Are The Champions
29. God Save The Queen

#### Canciones interpretadas rara vez
- Need Your Loving Tonight
- Vultan's Theme
- Rock It (Prime Jive)
- Teo Torriatte
- Millionaire Waltz (solo intro. - on 18/02/1981)

### South America Bites the Dust
1. Intro
2. We Will Rock You (fast)
3. Let Me Entertain You
4. Play The Game
5. Somebody To Love
6. Mustapha
7. Death On Two Legs
8. Killer Queen
9. I'm In Love With My Car
10. Get Down Make Love
11. Need Your Loving Tonight
12. Save Me
13. Now I'm Here
14. Dragon Attack
15. Now I'm Here (reprise)
16. Fat Bottomed Girls
17. Love Of My Life
18. Keep Yourself Alive
19. Instrumental Inferno
20. Flash's Theme
21. The Hero
22. Crazy Little Thing Called Love
23. Bohemian Rhapsody
24. Tie Your Mother Down
25. Another One Bites The Dust
26. Sheer Heart Attack
27. We Will Rock You
28. We Are The Champions
29. God Save The Queen

#### Canciones interpretadas rara vez
- Rock It (Prime Jive)
- Jailhouse Rock

### Gluttons for Punishment
1. Intro
2. We Will Rock You (fast)
3. Let Me Entertain You
4. Play The Game
5. Somebody To Love
6. Killer Queen
7. I'm In Love With My Car
8. Get Down Make Love
9. Save Me
10. Now I'm Here
11. Dragon Attack
12. Now I'm Here (reprise)
13. Fat Bottomed Girls
14. Love Of My Life
15. Keep Yourself Alive
16. Instrumental Inferno
17. Flash's Theme
18. The Hero
19. Crazy Little Thing Called Love
20. Bohemian Rhapsody
21. Tie Your Mother Down
22. Another One Bites The Dust
23. Sheer Heart Attack
24. We Will Rock You
25. We Are The Champions
26. God Save The Queen

#### Canciones interpretadas rara vez
- Need Your Loving Tonight
- Jailhouse Rock
- Battle Theme (18/10/1981)
- Death On Two Legs (Dedicated To...)
- Mustapha

### We Will Rock You (Queen Rock Montreal)
1. Intro
2. We Will Rock You (fast)
3. Let Me Entertain You
4. Play The Game
5. Somebody To Love
6. Killer Queen
7. I'm In Love With My Car
8. Get Down Make Love
9. Save Me
10. Now I'm Here
11. Dragon Attack
12. Now I'm Here (reprise)
13. Love Of My Life
14. Under Pressure
15. Keep Yourself Alive
16. Drum And Tympani Solo
17. Guitar Solo
18. Flash
19. The Hero
20. Crazy Little Thing Called Love
21. Jailhouse Rock
22. Bohemian Rhapsody
23. Tie Your Mother Down
24. Another One Bites The Dust
25. Sheer Heart Attack
26. We Will Rock You
27. We Are The Champions
28. God Save The Queen

## Fechas del tour
| Fecha                                                | Ciudad             | País           | Lugar                               |
| ---------------------------------------------------- | ------------------ | -------------- | ----------------------------------- |
| Primera Manga - Norteamérica                         |                    |                |                                     |
| 30 de junio de 1980                                  | Vancouver          | Canadá         | Coliseo del Pacífico                |
| 1 de julio de 1980                                   | Seattle            | Estados Unidos | KeyArena                            |
| 2 de julio de 1980                                   | Portland           | Estados Unidos | Coliseum                            |
| 5 de julio de 1980                                   | San Diego          | Estados Unidos | Sports Arena                        |
| 6 de julio de 1980                                   | Phoenix            | Estados Unidos | Compton Terrace                     |
| 8, 9, 11 y 12 de julio de 1980                       | Inglewood          | Estados Unidos | The Forum                           |
| 13 y 14 de julio de 1980                             | Oakland            | Estados Unidos | Coliseum                            |
| 6 de agosto de 1980                                  | Baton Rouge        | Estados Unidos | Riverside Centroplex                |
| 8 de agosto de 1980                                  | Oklahoma City      | Estados Unidos | Myriad                              |
| 9 de agosto de 1980                                  | Dallas             | Estados Unidos | Reunion Arena                       |
| 10 de agosto de 1980                                 | Houston            | Estados Unidos | The Summit                          |
| 12 de agosto de 1980                                 | Atlanta            | Estados Unidos | Omni                                |
| 13 de agosto de 1980                                 | Charlotte          | Estados Unidos | Coliseum                            |
| 14 de agosto de 1980                                 | Greensboro         | Estados Unidos | Coliseum                            |
| 16 de agosto de 1980                                 | Charleston         | Estados Unidos | Charleston Civic Center             |
| 17 de agosto de 1980                                 | Cincinnati         | Estados Unidos | Riverfront Coliseum                 |
| 20 de agosto de 1980                                 | Hartford           | Estados Unidos | Centro Cívico                       |
| 22 de agosto de 1980                                 | Filadelfia         | Estados Unidos | Wachovia Spectrum                   |
| 23 de agosto de 1980                                 | Baltimore          | Estados Unidos | Centro Cívico                       |
| 24 de agosto de 1980                                 | Pittsburgh         | Estados Unidos | Centro Cívico                       |
| 26 de agosto de 1980                                 | Providence         | Estados Unidos | Centro Cívico                       |
| 27 de agosto de 1980                                 | Portland           | Estados Unidos | Spectrum                            |
| 29 de agosto de 1980                                 | Montreal           | Canadá         | Forum                               |
| 30 de agosto de 1980                                 | Toronto            | Canadá         | CNE                                 |
| 31 de agosto de 1980                                 | Rochester          | Estados Unidos | Centro de Convenciones              |
| 10 de septiembre de 1980                             | Milwaukee          | Estados Unidos | MECCA Arena                         |
| 11 de septiembre de 1980                             | Indianápolis       | Estados Unidos | Market Square Arena                 |
| 12 de septiembre de 1980                             | Kansas City        | Estados Unidos | Kemper Arena                        |
| 13 de septiembre de 1980                             | Omaha              | Estados Unidos | Centro Cívico                       |
| 14 de septiembre de 1980                             | Saint Paul         | Estados Unidos | St. Paul Civic Center               |
| 16 de septiembre de 1980                             | Ames               | Estados Unidos | Hilton Coliseum                     |
| 17 de septiembre de 1980                             | San Luis           | Estados Unidos | Checkerdome                         |
| 19 de septiembre de 1980                             | Rosemont           | Estados Unidos | Rosemont Horizon                    |
| 20 de septiembre de 1980                             | Detroit            | Estados Unidos | Joe Louis Arena                     |
| 21 de septiembre de 1980                             | Richfield          | Estados Unidos | Coliseum                            |
| 23 de septiembre de 1980                             | Glens Falls        | Estados Unidos | Glens Falls Civic Center            |
| 24 de septiembre de 1980                             | Siracusa           | Estados Unidos | War Memorial Auditorium             |
| 26 de septiembre de 1980                             | Boston             | Estados Unidos | Boston Garden                       |
| 28, 29 y 30 de septiembre de 1980                    | Nueva York         | Estados Unidos | Madison Square Garden               |
| Segunda Manga - Europa                               |                    |                |                                     |
| 23 de noviembre de 1980                              | Zúrich             | Suiza          | Hallenstadion                       |
| 25 de noviembre de 1980                              | París              | Francia        | Le Bourget La Rotonde               |
| 26 de noviembre de 1980                              | Colonia            | Alemania       | Sporthalle                          |
| 27 de noviembre de 1980                              | Leiden             | Holanda        | Groenoordhallen                     |
| 29 de noviembre de 1980                              | Essen              | Alemania       | Grugahalle                          |
| 30 de noviembre de 1980                              | Berlín             | Alemania       | Deutschlandhalle                    |
| 1 de diciembre de 1980                               | Bremen             | Alemania       | Stadthalle                          |
| 2 de diciembre de 1980                               | Posnania           | Polonia        | Hala Arena                          |
| 5 y 6 de diciembre de 1980                           | Birmingham         | Reino Unido    | National Exhibition Centre          |
| 8, 9 y 10 de diciembre de 1980                       | Londres            | Reino Unido    | Wembley Arena                       |
| 12 y 13 de diciembre de 1980                         | Bruselas           | Bélgica        | Forest National                     |
| 14 de diciembre de 1980                              | Fráncfort del Meno | Alemania       | Festhalle                           |
| 16 de diciembre de 1980                              | Estrasburgo        | Francia        | Hall Rh                             |
| 18 de diciembre de 1980                              | Múnich             | Alemania       | Olympiahalle                        |
| Tercera Manga - Japón                                |                    |                |                                     |
| 12, 13, 16, 17 y 18 de febrero de 1981               | Tokio              | Japón          | Nippon Budōkan                      |
| Cuarta Manga - South America Bites The Dust          |                    |                |                                     |
| 28 de febrero y 1 de marzo de 1981                   | Buenos Aires       | Argentina      | Estadio José Amalfitani             |
| 4 de marzo de 1981                                   | Mar de Plata       | Argentina      | Estadio José María Minella          |
| 6 de marzo de 1981                                   | Rosario            | Argentina      | Estadio Gigante de Arroyito         |
| 8 de marzo de 1981                                   | Buenos Aires       | Argentina      | Estadio Jose Amalfitani             |
| 20 y 21 de marzo de 1981                             | São Paulo          | Brasil         | Estadio Morumbi                     |
| Quinta Manga - Gluttons for Punishment               |                    |                |                                     |
| 25, 26 y 27 de septiembre de 1981                    | Caracas            | Venezuela      | Poliedro de Caracas                 |
| 9 de octubre de 1981                                 | Monterrey          | México         | Estadio Universitario de Nuevo Leon |
| 17 y 18 de octubre de 1981                           | Puebla             | México         | Estadio Ignacio Zaragoza            |
| Sexta Manga - We Will Rock You (Queen Rock Montreal) |                    |                |                                     |
| 24 y 25 de noviembre de 1981                         | Montreal           | Canadá         | Montreal Forum                      |

## Personal
- Freddie Mercury: Voz y coros, Piano, Guitarra (Crazy Little Thing Called Love)
- Brian May: Guitarra, Piano (Save me y Flash), Voz y coros
- Roger Taylor: Batería, Percusión, Voz y coros
- John Deacon: Bajo, coro adicional (Somebody To Love)